# Maribaya (Lembang)

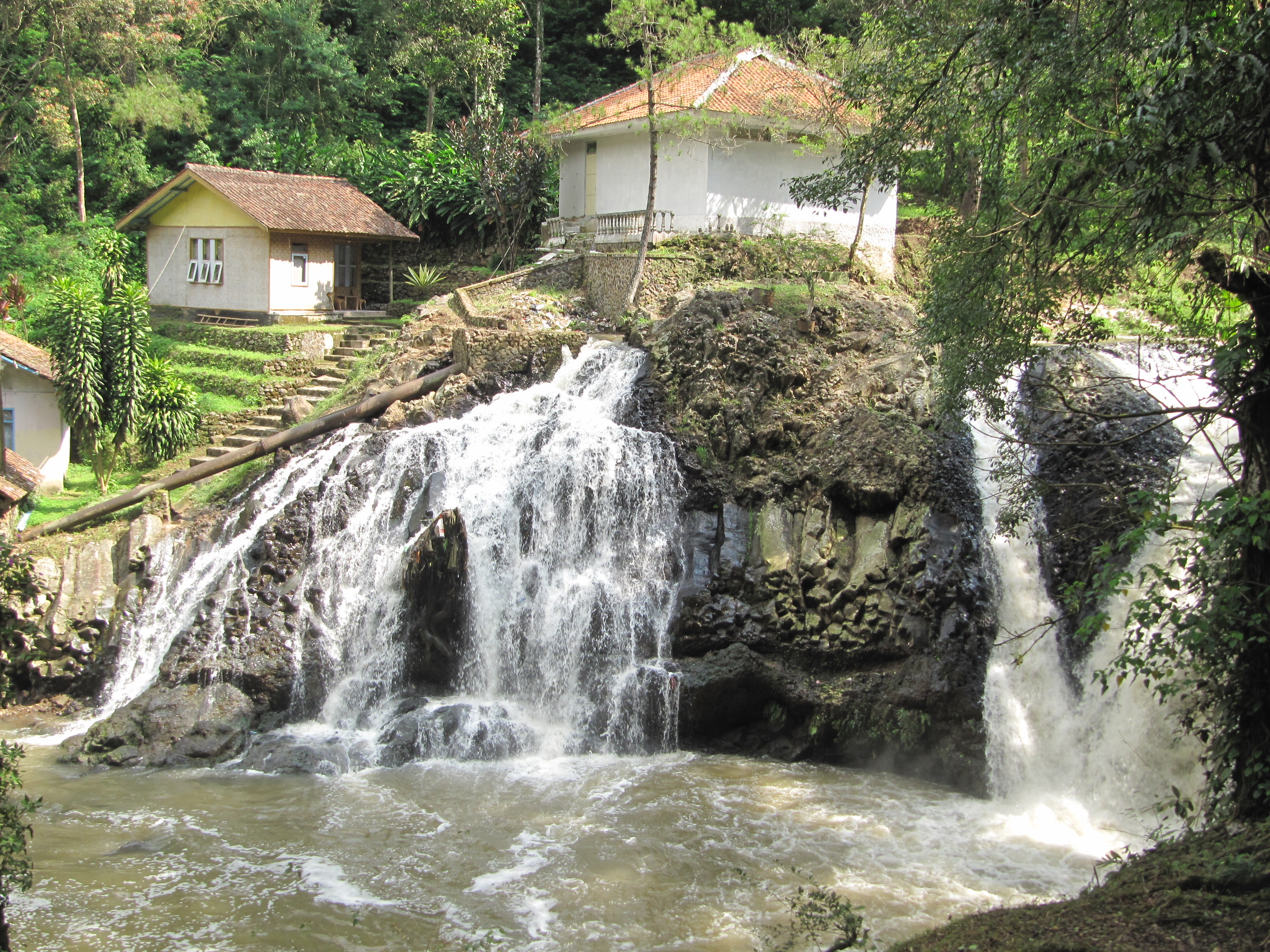
Maribaya in 2013

Maribaya (voluit Taman Wisata Maribaya) is de naam van een complex warmwaterbronnen en watervallen. Het natuurpark ligt op enkele kilometers van de plaats Lembang. Het was vroeger een populair resort, tegenwoordig is het enigszins vervallen.
Vanaf het natuurpark is er de mogelijkheid om naar Bandung te lopen over een grotendeels verhard voetgangerspad door de Cikapundung-kloof. De lengte is ongeveer 5,5 kilometer. Het pad komt uit in het natuurpark Taman National Ir. H. Juanda enkele kilometers ten noorden van de wijk Dago in Bandung.